# وان رفلز پلیس
وان رفلز پلیس (انگلیسی: One Raffles Place) ساختمان اداری ۶۳ طبقه مستقر در مرکز شهر سنگاپور، سنگاپور است، که در سال ۱۹۸۶ احداث گردید.